# Nationaal Park Paanajärvi
Nationaal Park Paanajärvi (Russisch: Национальный парк Паанаярви; Fins: Paanajärven kansallispuisto) is een nationaal park gelegen in de republiek Karelië in het noordwesten van Europees Rusland. De oprichting tot nationaal park vond plaats op 20 mei 1992 per decreet (№ 331/1992) van de regering van de Russische Federatie. Het nationaal park heeft een oppervlakte van 1.044,73 km². Ook werd er een bufferzone van 68,6 km² ingesteld.

## Kenmerken
Nationaal Park Paanajärvi is gelegen in het noordwesten van de republiek Karelië en grenst aan Nationaal Park Oulanka in de Finse provincie Kuusamo. De grenzen van het nationaal park vallen grotendeels samen met het stroomgebied van de grootste rivier in het gebied, de Olanga. Het nationaal park is vernoemd naar het zoetwatermeer Paanajärvi, een van de diepste kleine zoetwatermeren van Fennoscandinavië. De bergruggen in het gebied worden doorsneden door diepe dalen met vele meren, hoogvenen en snelstromende rivieren met watervallen en draaikolken. De hellingen worden bedekt door nagenoeg onaangeraakte sparrenbossen. Vanaf 400 à 450 meter hoogte worden de sparrenbossen vervangen door sparren-berkenbossen, die zelf weer vervangen worden door dwergberken- (Betula nana) en bergtoendravegetatie.

## Flora
In het nationaal park zijn 623 vaatplanten, 453 korstmossen en 340 mossen vastgesteld, waarvan de meerderheid kenmerkend is voor de taigagordel. Enkele zuidelijker soorten zijn bijvoorbeeld de bosaardbei (Fragaria vesca) en lelietje-van-dalen (Convallaria majalis), die te vinden zijn op de zuidelijke hellingen en in valleien. Eveneens op zuidelijke hellingen en in sparrenbossen is het mogelijk om zeldzame orchideeën als bosnimf (Calypso bulbosa) en vrouwenschoentje (Cypripedium calceolus).

## Dierenwereld
Het nationaal park wordt bevolkt door 36 soorten zoogdieren. Opmerkelijke soorten zijn onder meer de bruine beer (Ursus arctos), veelvraat (Gulo gulo) en bosrendier (Rangifer tarandus fennicus) worden aangetroffen. In het park broeden ook zeker 153 soorten vogels, waaronder zeldzame soorten als steenarend (Aquila chrysaetos) en zeearend (Haliaeetus albicilla). Langs de meeste diepe meren broedt de parelduiker (Gavia arctica) en in veenmoerassen broedt de roodkeelduiker (Gavia stellata). Typisch voor de oostelijke taiga is de blauwstaart (Tarsiger cyanurus) die hier broedt in oude sparrenbossen. Andere opmerkelijke soorten zijn bijvoorbeeld het alpensneeuwhoen (Lagopus muta), laplanduil (Strix nebulosa) en de dwerggors (Emberiza pusilla).